# 신칸센 E955형 전동차
신칸센 E955형 전동차(일본어: 新幹線E955形電車) 또는 파스텍 360Z(영어: Fastech 360Z)는 2006년에 동일본여객철도가 개발한 고속열차로 파스텍 계열의 2편성으로 마지막 Z는 재래선을 의미한다.
2호차부터 3호차까지 히타치 제작소, 1호차 및 4호차부터 6호차까지 가와사키 중공업이 제작했다.
2008년에 운행 종료와 함께 폐차되었다.

## 객차 구성
- 당시 6량 편성으로 운행했고 등록 차호는 S10호이다.

|           | 도호쿠, 아키타 신칸센 |        |        |        |        |        |
| 호차      | 11                    | 12     | 13     | 14     | 15     | 16     |
| 차량 구성 | M2c                   | M1s    | M1     | M1     | M1     | M2c    |
| 차량 구성 | 1                     | 2      | 3      | 4      | 5      | 6      |
| 좌석      | 지정석                | 그린샤 | 지정석 | 지정석 | 지정석 | 지정석 |
| 정원      |                       | 25     | 71     |        |        |        |
| 차량 장치 | 1호기                 | 1호기  | 1호기  | 2호기  | 2호기  | 2호기  |

3호차, 5호차의 경우 팬터그래프가 존재했다.

## 같이 보기
- 신칸센 E954형 전동차
- 신칸센 E956형 전동차